# 西宮神社
西宮神社（にしのみやじんじゃ）は、兵庫県西宮市社家町にある神社。旧社格は県社で、現在は神社本庁の別表神社。
全国に約3,500社あるえびす神社の総本社（名称「えびす宮総本社」）である。地元では「西宮のえべっさん」と呼ばれる。

## 社名
「西宮」という名称の起源について以下のように諸説ある。
1. えびす神を最初に祀ったと伝わる鳴尾[1]や古代の先進地域である津門から見て「西の方の宮」という説
2. 京都から見て貴族の崇敬篤き廣田神社を含む神社群を指して「西宮」と称していたが、戎信仰の隆盛と共に戎社を「西宮」と限定して呼ぶに至ったという説
3. 「西宮」とは上述の延喜式内社の大国主西神社の事を指すとの説

## 祭神
- えびす大神（西宮大神・蛭児命） - 第一殿・主祭神。
- 天照大御神 - 第二殿。
- 大国主大神 - 第二殿、明治初年に配祀。
- 須佐之男大神 - 第三殿。

祭神の蛭児命は伊弉諾岐命と伊弉諾美命との間に生まれた最初の子である。しかし不具であったため葦の舟に入れて流され、子の数には数えられなかった。ここまでは記紀神話に書かれている内容であり、その後の蛭児命がどうなったかは書かれていない。当社の社伝では、蛭児命は現在の神戸沖に漂着し、「夷三郎殿」と称されて海を司る神として祀られたという。

## 歴史

### 創建
創建時期は不明だが社伝によると、和田岬の沖に出現した蛭児命の御神像を鳴尾の漁師が引き上げて自宅で祀っていたところ御神託が降り、それによってそこから西の方に御神像を遷して改めて祀ったのが当社の起源だという。
延喜式内社の「大国主西神社」に同定する説がある。現在、境内末社の大国主西神社が式内社とされているが、後述のように西宮神社自体を本来の式内大国主西神社とする説もある。だが延喜式神名帳では菟原郡となっており、西宮神社がある武庫郡ではなく、西宮神社にせよ現在の大国主西神社にせよ、式内社とするには一致しない。ただし武庫郡と菟原郡の境界は西宮神社の約200m西側を流れる夙川でありこの河道の変遷により古代は菟原郡に所属したとする説もある。
式内大国主西神社との関係がいずれとしても、平安時代には廣田神社の境外摂社であり「浜の南宮」または「南宮社」という名であった。廣田神社と神祇伯の白川伯王家との関係から頻繁に白川家の参詣を受けており、既に篤く信仰されていたことが記録に残っている。
平安時代末期、廣田神社の摂社として「夷」の名が初めて文献にあらわれるようになる。そのためこの頃から戎信仰が興ったとの説がある。同時期の梁塵秘抄にも、諏訪大社、南宮大社、敢国神社と共に、廣田神社の末社が南宮とされている。この南宮が現在の西宮神社のことであり、廣田神社の境外摂社である「南宮神社」が現在でも西宮神社の境内にあるのはその名残りである。

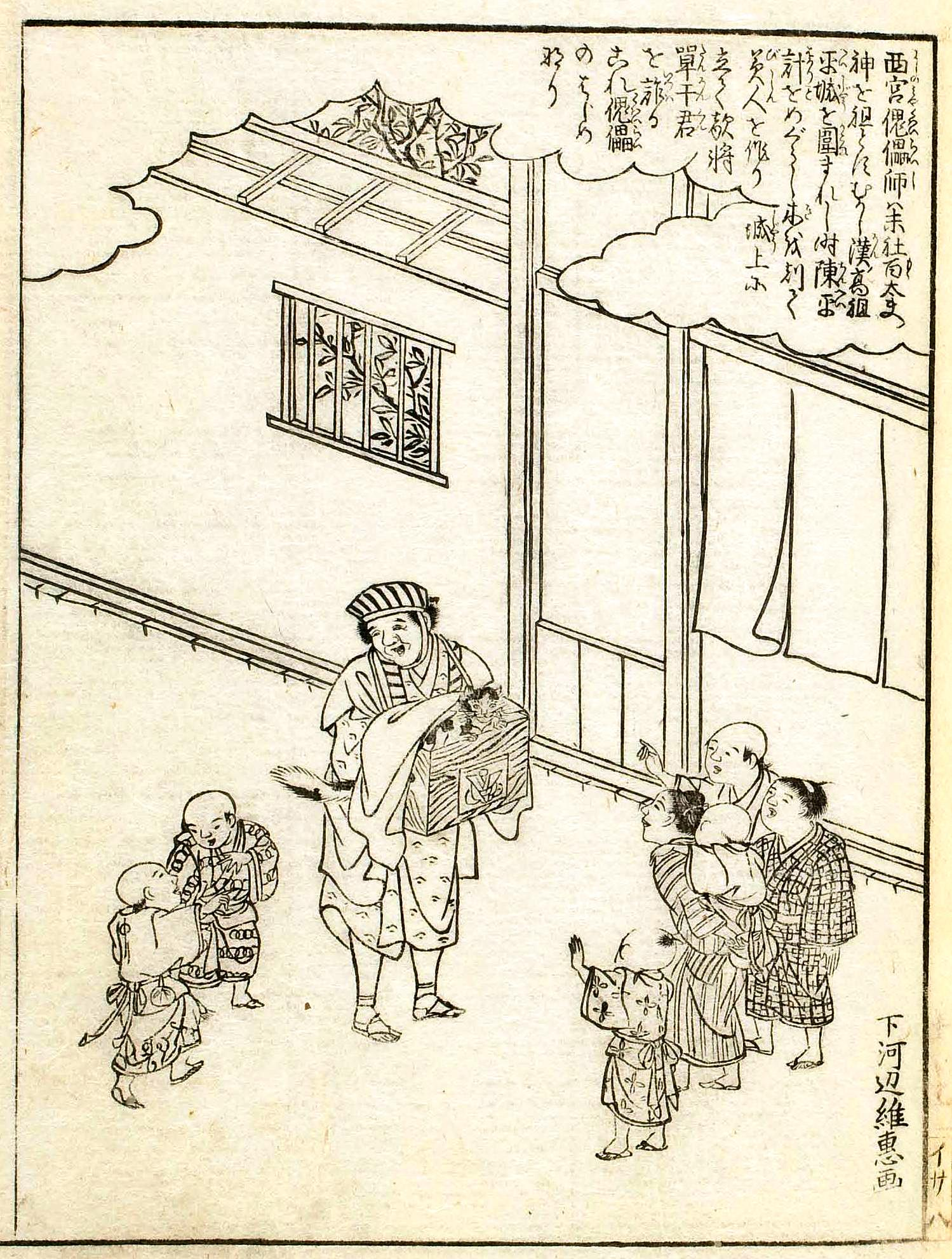
西宮傀儡師。摂津名所図会（18世紀）より。西宮神社の雑役奉仕のかたわら神社の札を持って諸国を巡り、人形を操りながら信仰を広めた。1690年ころには、産所と呼ばれる神社の周囲に約40軒の傀儡師が住んでいた。

### 中世・近世
神人として人形繰りの芸能集団「傀儡師」が境内の北隣に居住しており、全国を巡回し、えびす神の人形繰りを行って神徳を説いたことにより、えびす信仰が全国に広まった。境内に祀られる百太夫神は傀儡師の神である。中世に商業機構が発展すると、海・漁業の神としてだけでなく、商売の神としても信仰されるようになった。
天文3年（1534年）、兵火に掛かり尽く焼失する。
慶長9年（1604年）には豊臣秀頼によって表大門（赤門、重要文化財）が再建され、慶長9年から慶長14年（1604年 - 1609年）の間に本殿、拝殿なども再建された。慶長15年（1610年）には秀頼によって「御戎之鐘」が奉納されている。
江戸時代には、徳川家綱により焼失した本殿が再建されている。また、全国に頒布していたえびす神の神像札の版権を江戸幕府から得て、隆盛した。

### 近代以降
1870年（明治3年）、西宮戎社と呼ばれた当社であるが、『摂津志』などの記載により「大国主西神社」と改称した（現在のえびす神は実は大国主であるとする説も古代からあった）。1872年（明治5年）3月、官幣大社となった廣田神社から分離独立し、後に村社に列せられた。
1874年（明治7年）6月、大国主西神社（現・西宮神社）は県社に昇格する。この頃、境内末社の大己貴社こそが実は大国主西神社であるとする説が挙がり、教部省は同年8月に大国主西神社（現・西宮神社）の県社指定を取り消した上で、大国主西神社を西宮神社に、末社の大己貴社を大国主西神社に改称し、両神社とも廣田神社の末社とするとの通達を出した。
これに対して西宮神社と氏子総代は教部省に異議申立てを行った。しかし、同年11月に出された通達は、大国主西神社を西宮神社に、末社の大己貴社を大国主西神社に改称し、両神社とも廣田神社の末社とするが、両神社とも県社に指定するとのもので、西宮神社としては不満足な結果であった。そこで西宮神社からは、大己貴社は元々不動堂であって本来の式内社・大国主西神社ではなく今回の改称は誤った説に基づくものであると上申したが、教部省は（本来の大国主西神社の所在が判明するまでという条件付きではあったが）その上申を拒否した。
最終的には翌1875年（明治8年）4月に、大国主西神社を西宮神社に、末社の大己貴社を大国主西神社に改称し、両神社とも廣田神社の末社とするが、両神社とも県社に指定する、また、西宮神社は廣田神社とは別に神主を定め、社務と社入も別途としても良い、との通達が出されなんとか西宮神社の独立は守られた。
太平洋戦争中の1945年（昭和20年）8月6日に行われた第5回西宮空襲によって境内に小型爆弾2発、焼夷弾300発以上が落下し、旧国宝の本殿などが焼失した。
戦後に神社本庁の別表神社に加列されている。だが、社名の改称問題は放置され、そのまま現在に至っている。
1961年（昭和36年）11月、本殿、拝殿が再建される。
1995年（平成7年）の阪神・淡路大震災で境内は大きな被害を受けるが、2000年（平成12年）に復興する。

## 境内

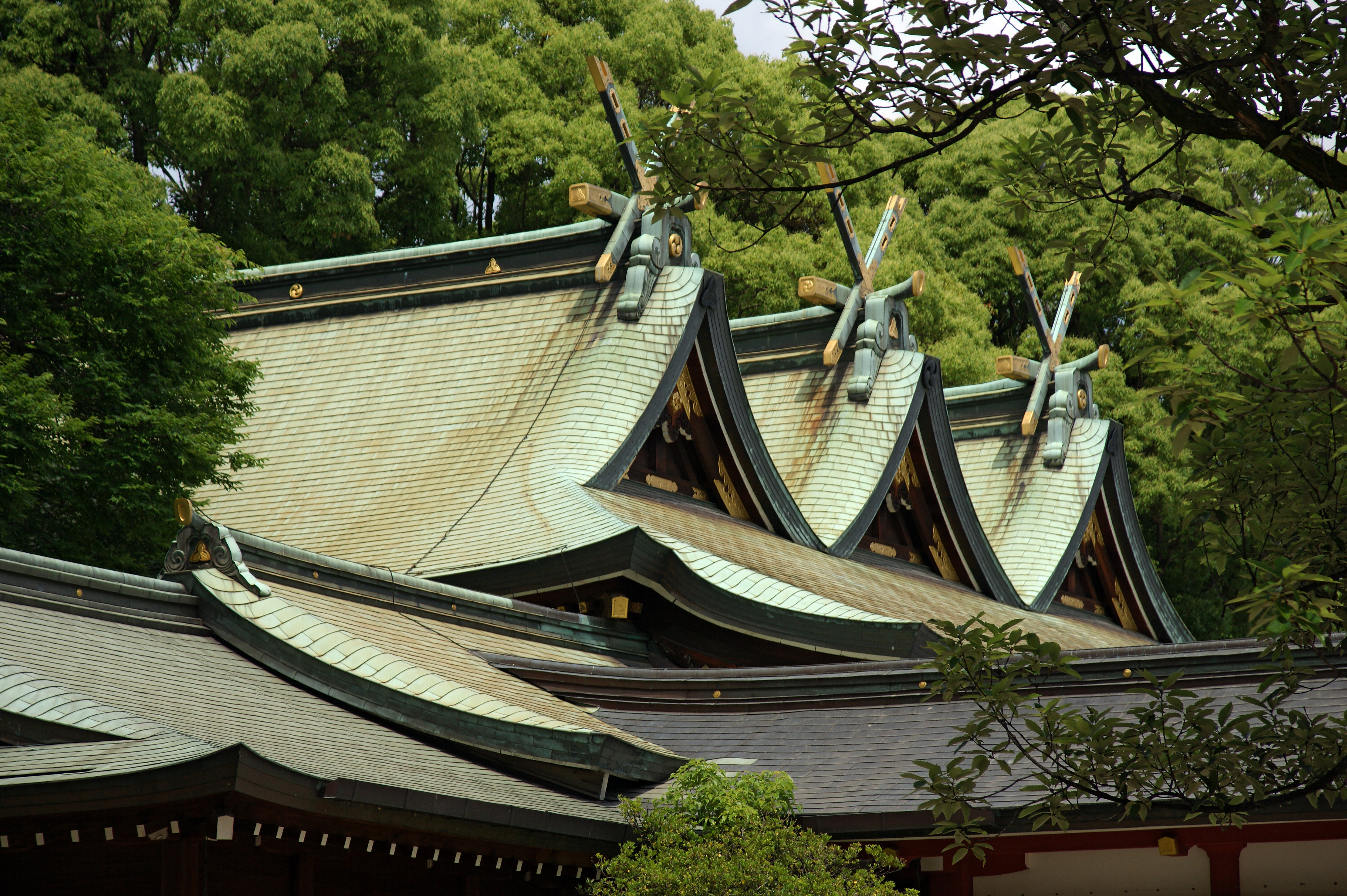
本殿

- 本殿 - 三連春日造で造られており、三棟は繋がっている。向かって右から第一殿となっている。
  - 第一殿 - 1961年（昭和36年）11月再建。
  - 第二殿 - 1961年（昭和36年）11月再建。
  - 第三殿 - 1961年（昭和36年）11月再建。
- 拝殿 - 1961年（昭和36年）11月再建。
- 本殿 - 2024年（令和6年）1月20日（土）本殿・拝殿銅板葺き替え工事開始
- 本殿 - 2024年（令和6年）11月28日（木）正遷座祭
- 本殿 - 2024年（令和6年）11月29日（金）本殿遷座奉告祭、本殿による一般祈祷、一般参拝再開。
- 青銅製の馬一対 - 1899年（明治32年）11月に白鷹酒造の辰馬悦叟が奉納したもの。製作者は東京・皇居前広場にある大楠公像の馬の作者である後藤貞行。
- 社務所 - 阪神・淡路大震災で倒壊後、1998年（平成10年）に再建される。内部には「えびす信仰資料展示室」がある。
- 西宮神社会館
- 神輿殿
- えびすの森（兵庫県指定天然記念物）
- 庭園
  - 瑞寶橋（国登録有形文化財）
  - 嘉永橋（国登録有形文化財）
- 伊勢神宮遥拝所
- 御戎之鐘 - 慶長15年（1610年）に豊臣秀頼によって奉納された。
- 祈祷殿 - 2010年（平成22年）築。
- 神馬舎
- 六英堂 - 1977年（昭和52年）に神戸市布引から現在地に移築される。東京・丸の内にあった岩倉具視邸の一部で、岩倉具視、三條実美、西郷隆盛、大久保利通、木戸孝允、伊藤博文の六英傑が度々会合を行っていたことから名付けられた。1883年（明治16年）に岩倉が病臥中、明治天皇が行幸された部屋と伝えられる。
- 南門
- 大練塀（重要文化財） - 室町時代初期再建。全長247mの日本最古の築地塀。名古屋市・熱田神宮の信長塀、京都市・三十三間堂の太閤塀と共に日本三練塀の一つである。
- 表大門（赤門、重要文化財） - 慶長9年（1604年）に豊臣秀頼によって再建。
- 常夜燈型道標（西宮市指定有形文化財） - 寛政11年（1799年）の年号が入っている。西国街道・山陽道の要衝であった証として「西宮大神宮 左 京都大坂 道」「右 兵庫はり満 道」と彫られている。

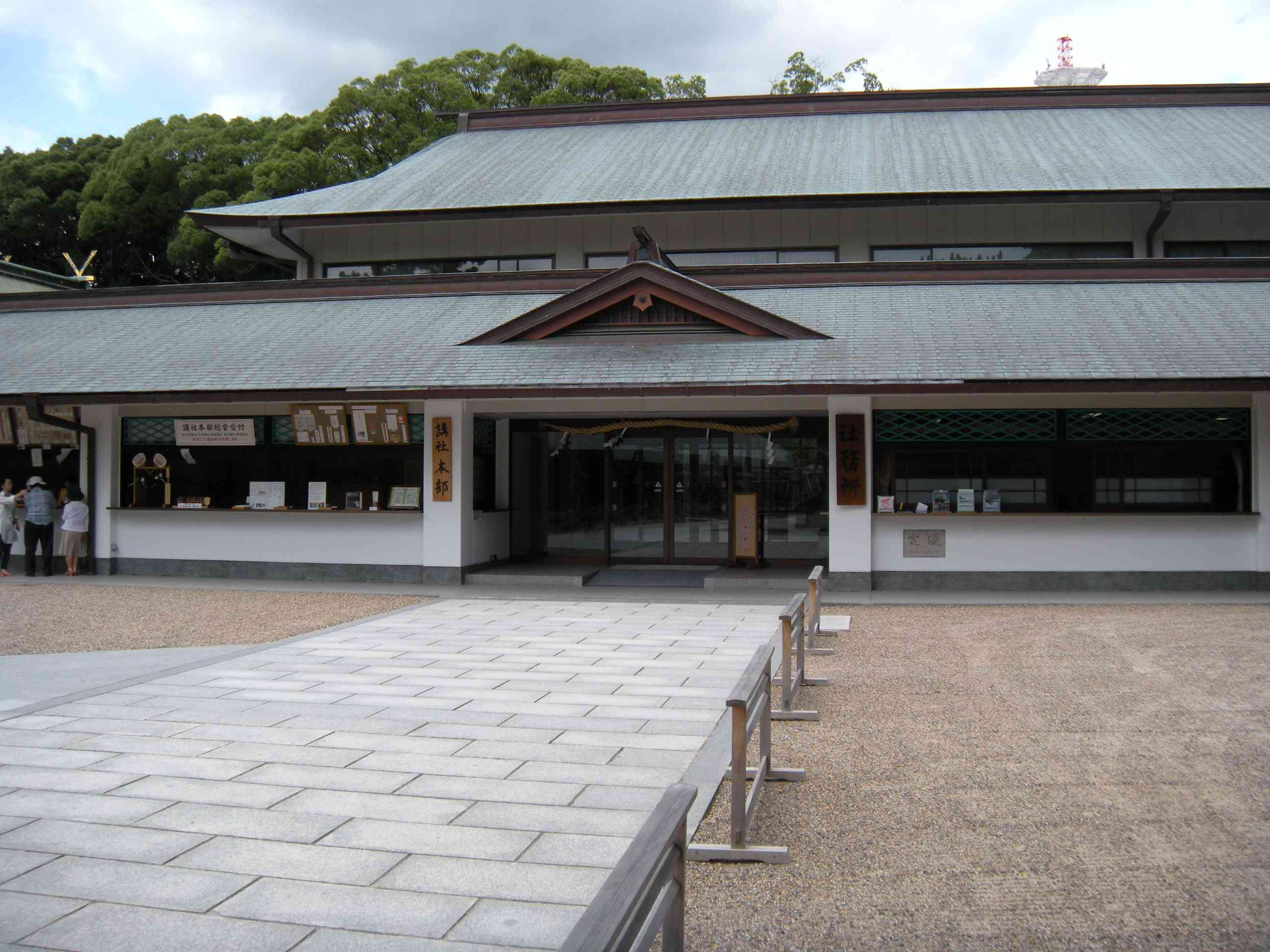
社務所
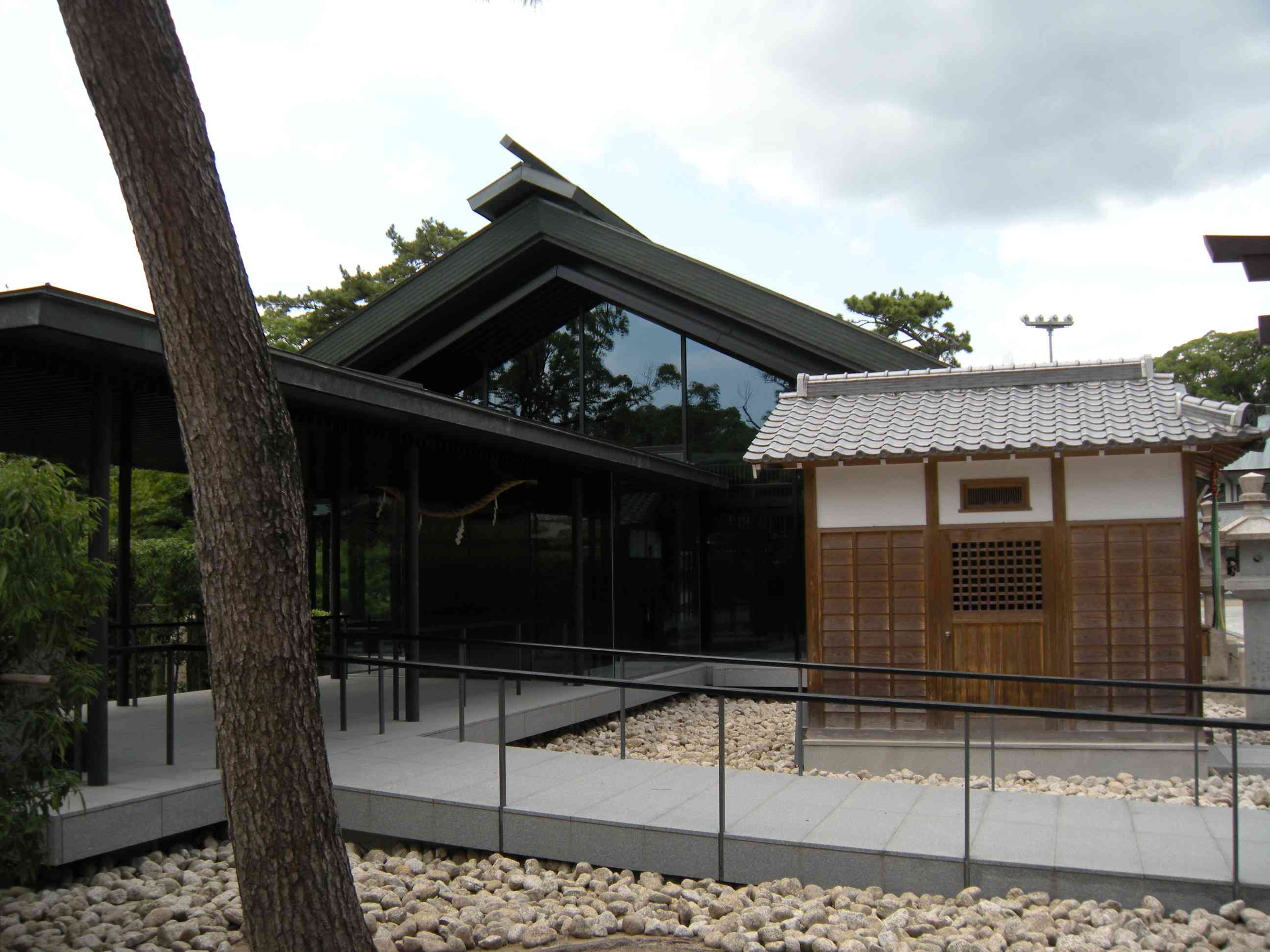
祈祷殿
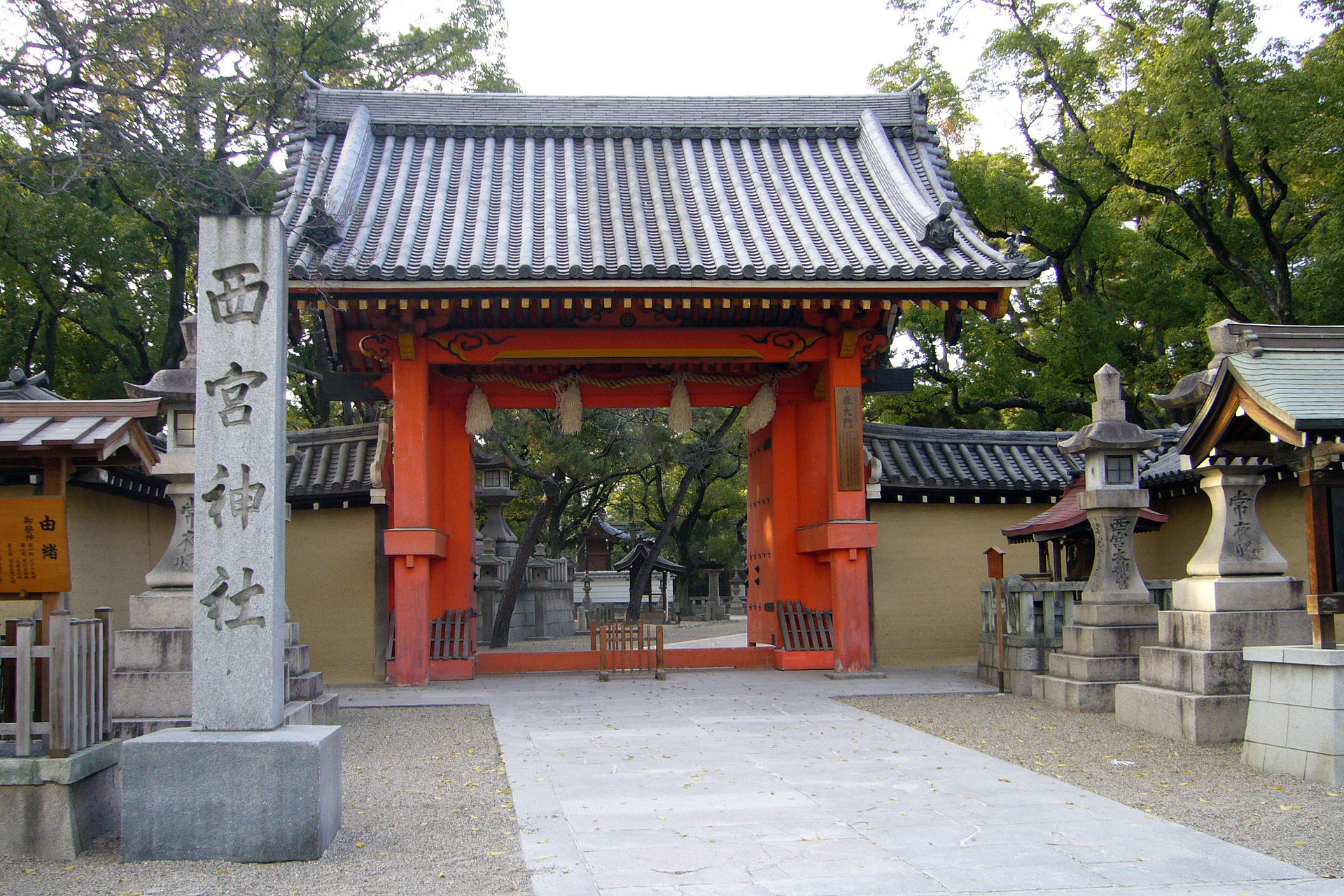
表大門
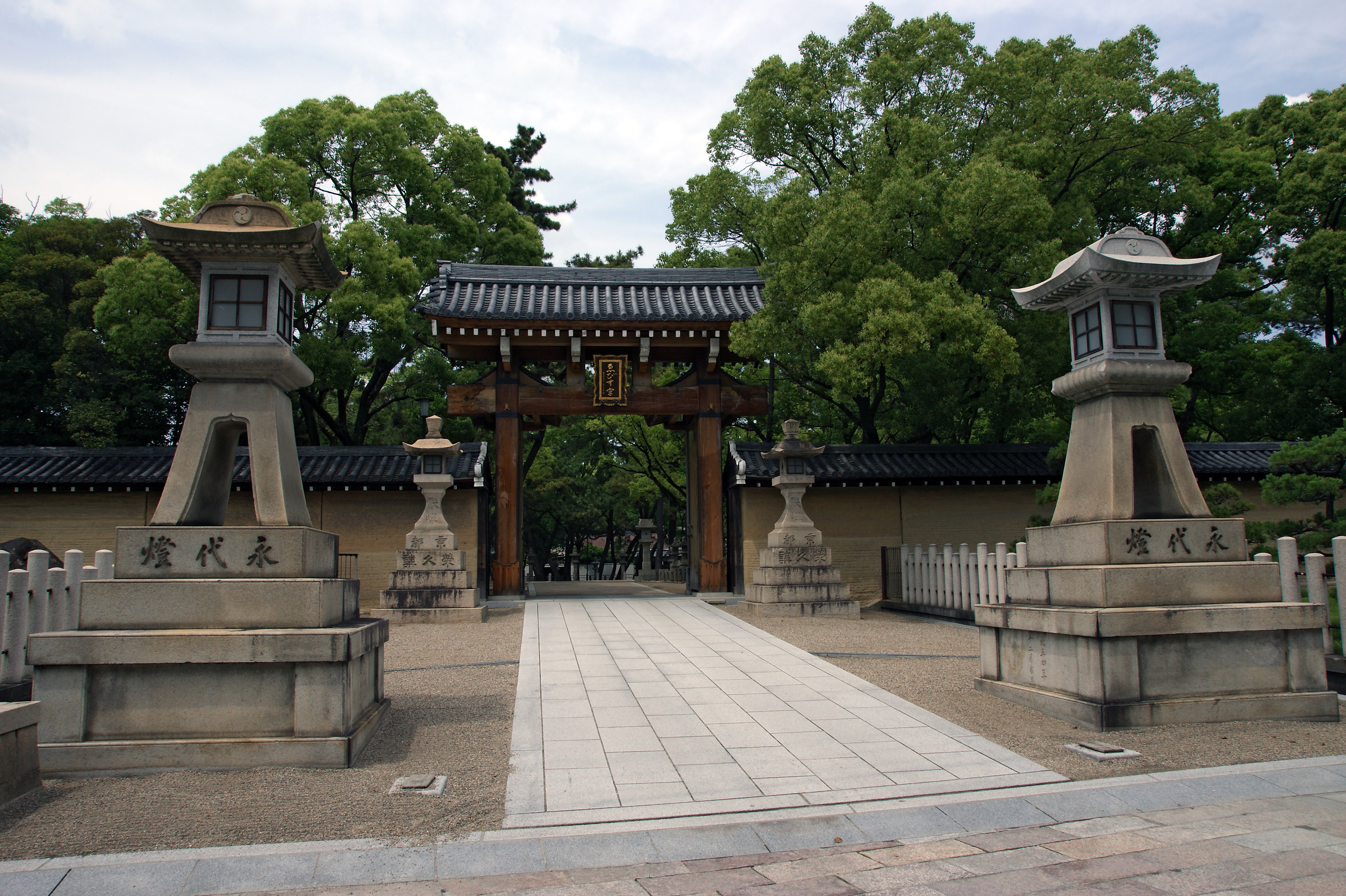
南門
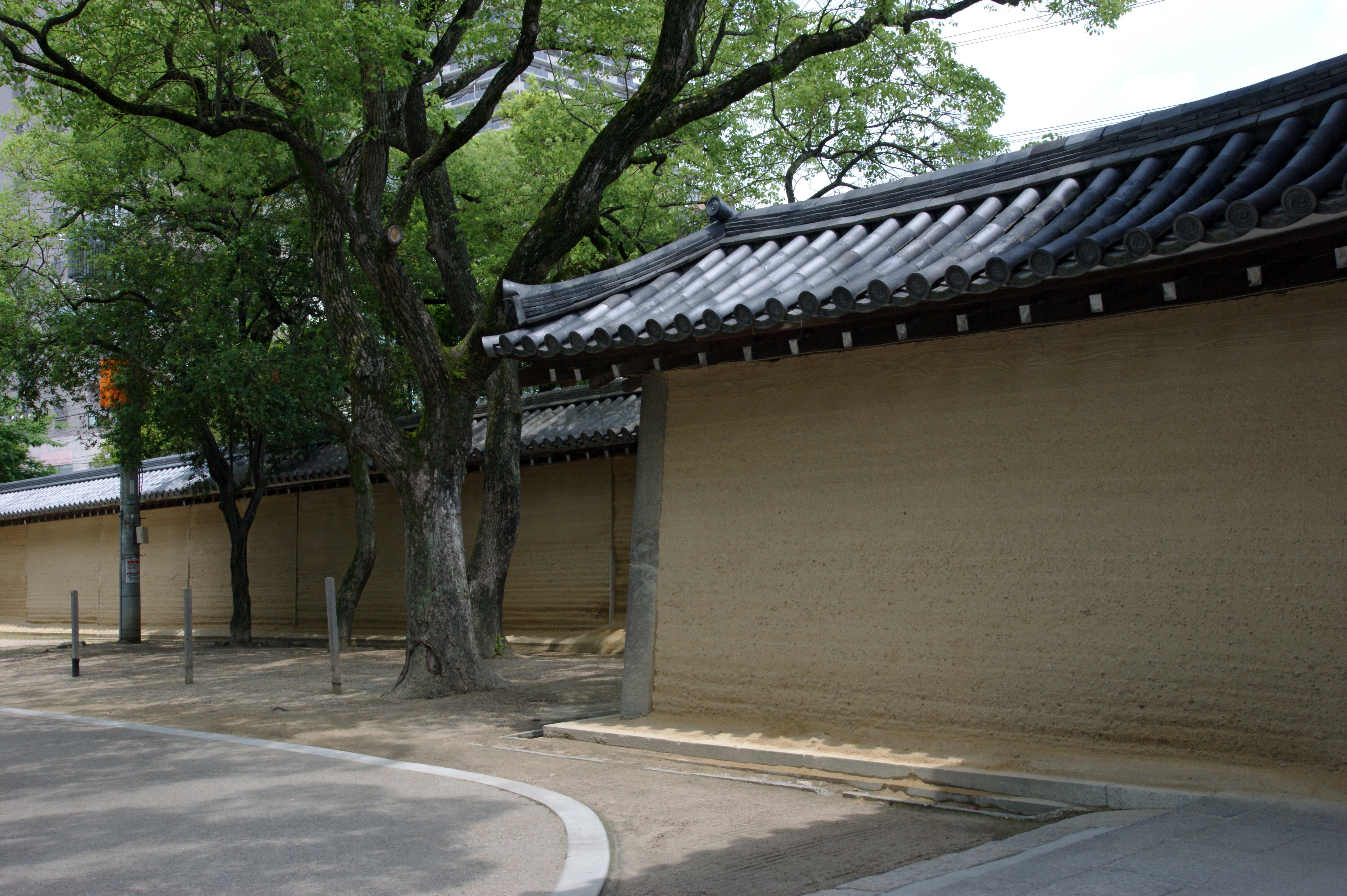
大練塀

## 摂末社
- 火産霊神社
- 百太夫神社
- 六甲山神社
- 大國主西神社 - 式内社。
- 神明神社
- 松尾神社
- 市杵島神社
- 宇賀魂神社
- 庭津火神社
- 南宮神社 - 西宮神社の境内にあるが、廣田神社の境外摂社である。廣田神社の方角を向いている。
  - 兒社 - 廣田神社の境外摂社・南宮神社の末社。
- 沖恵美酒神社
- 梅宮神社

境外末社
- 住吉神社
  - 西宮濱戎神社

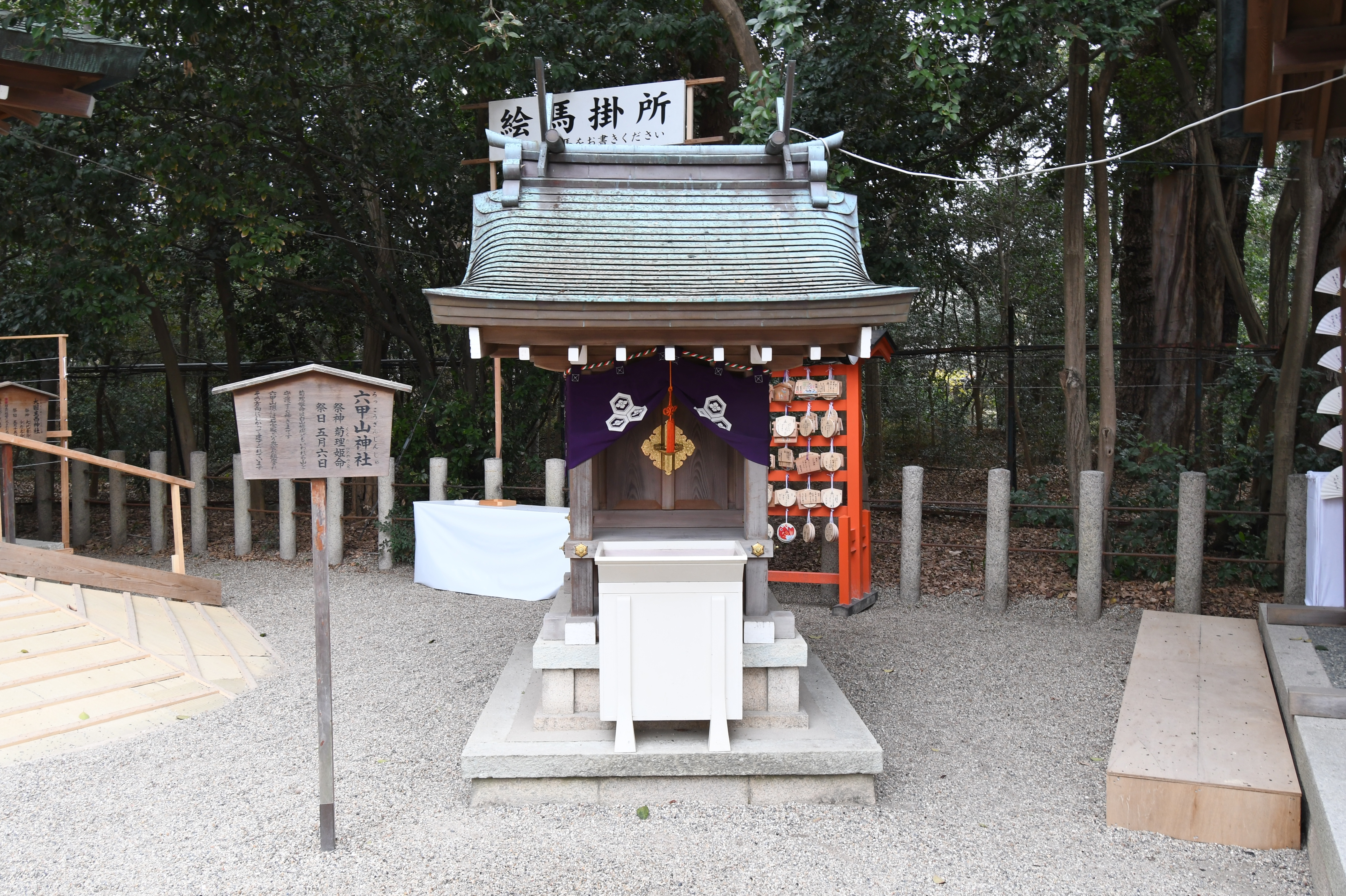
六甲山神社
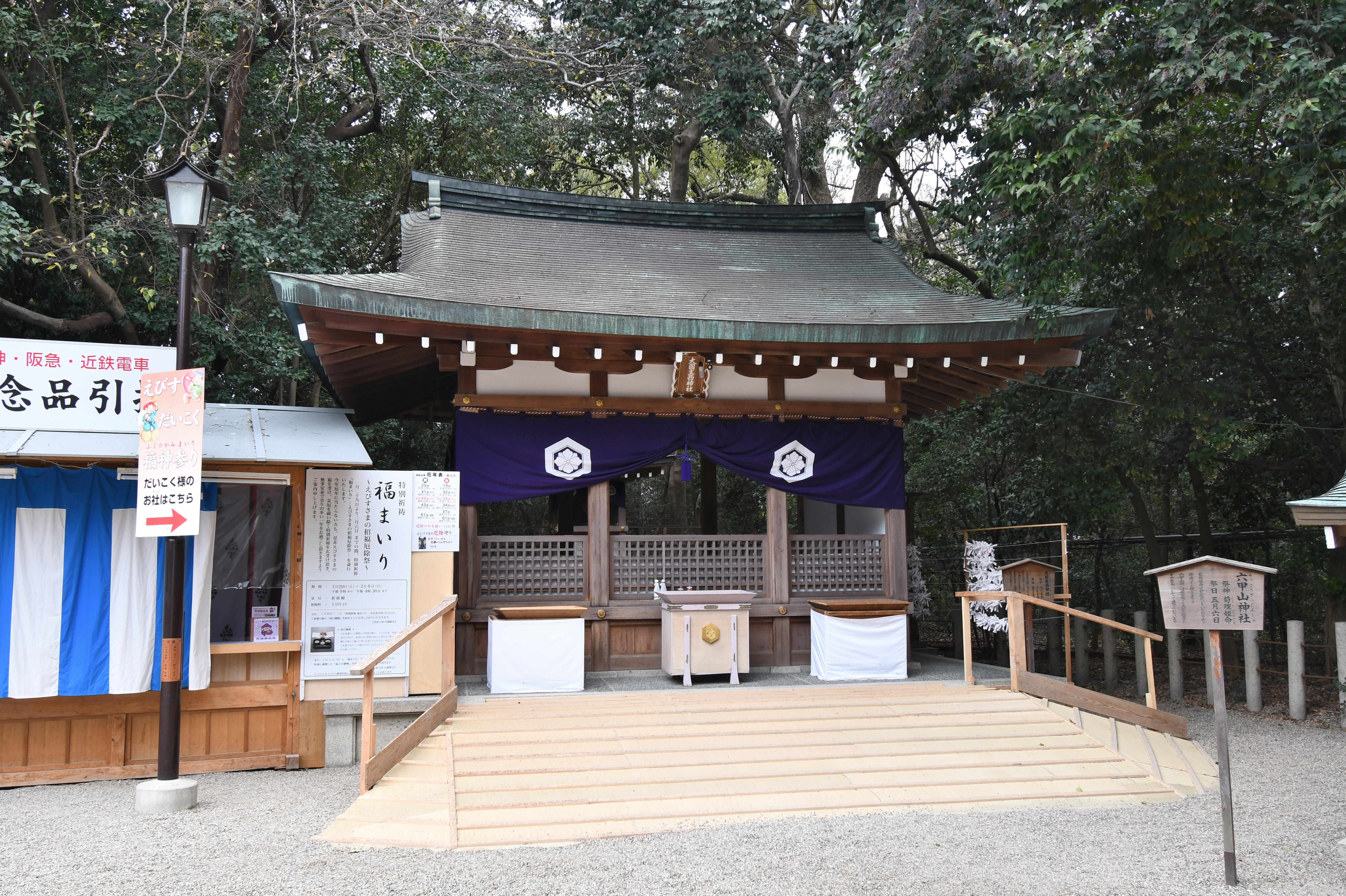
大國主西神社
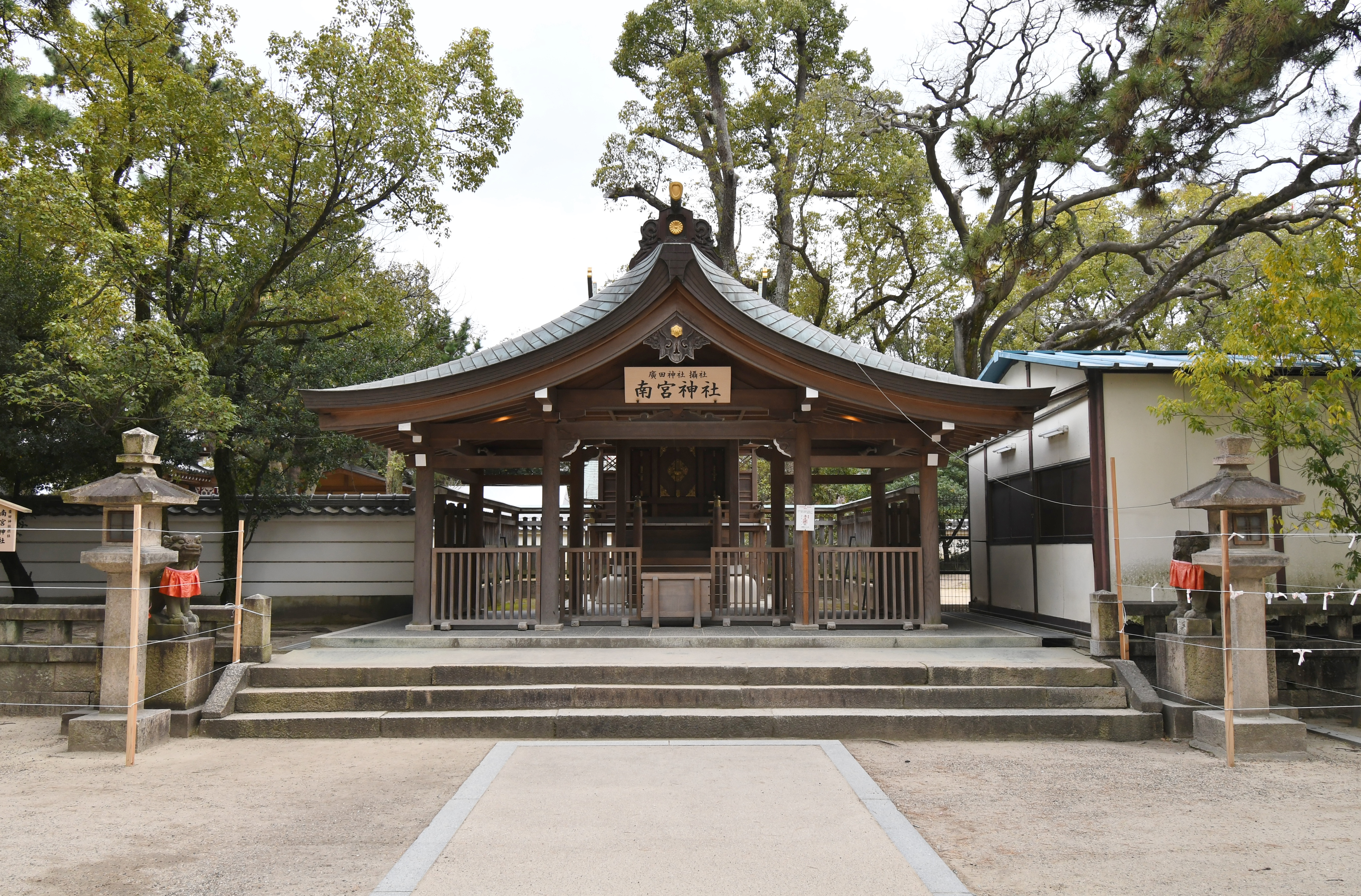
南宮神社
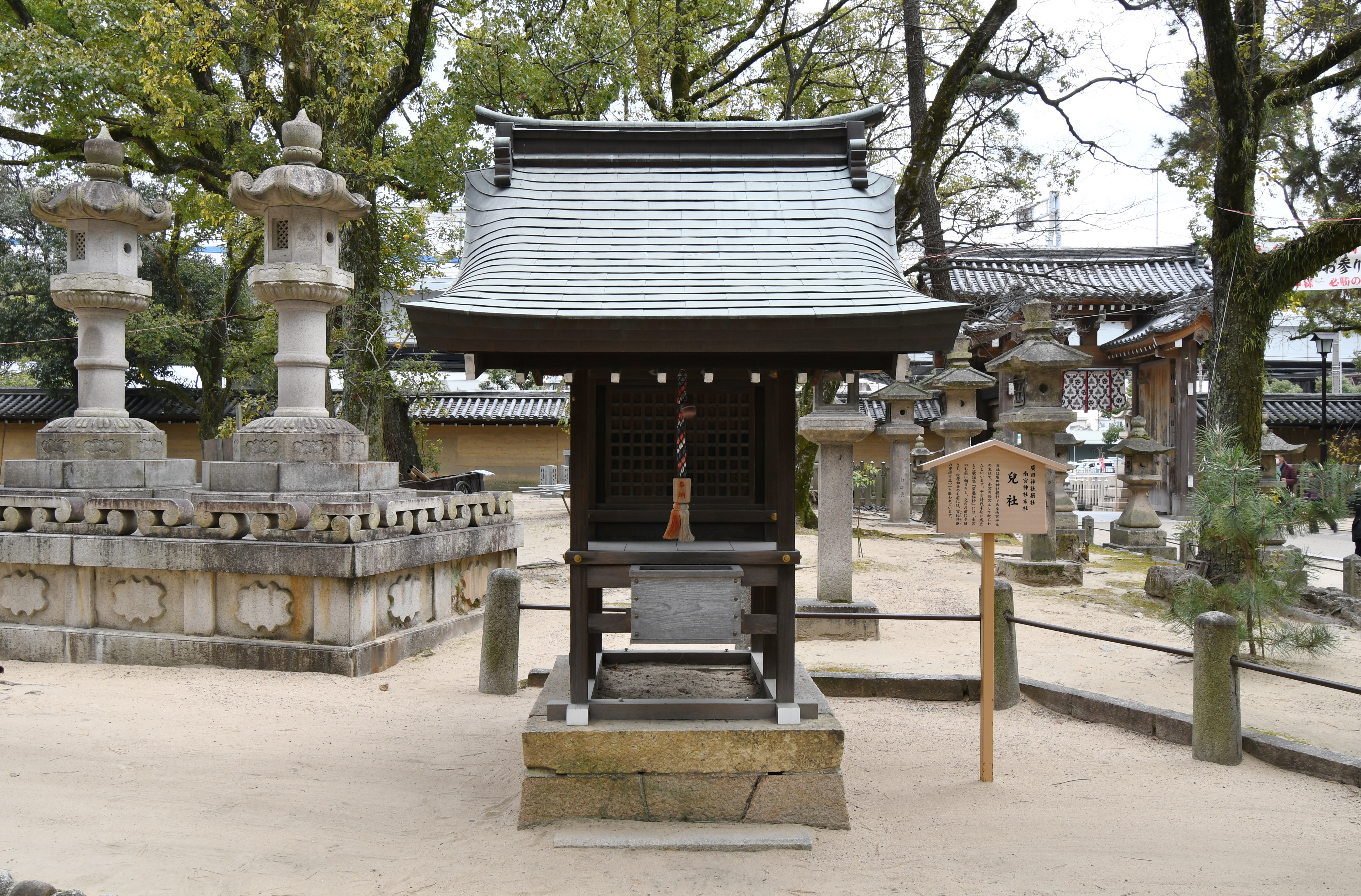
兒社

## 十日えびす
毎年1月10日前後の3日間で行われる十日えびす（戎）では、開門神事福男選び、大マグロの奉納、有馬温泉献湯式などの行事とともに、800軒を超える屋台が軒を連ね、開催三日間で百万人を超える参拝者で賑わう。

### 日程
- 1月9日 - 宵えびす　有馬温泉献湯式　宵宮祭
- 1月10日 - 本えびす　十日えびす大祭　開門神事福男選び
- 1月11日 - 残り福

### 福男選び
正式には「十日戎開門神事福男選び」と呼ばれる。1月10日午前4時から十日えびす大祭が執り行われ、午前6時に終わると同時に表大門が開かれ、参拝者が本殿までの230メートルを「走り参り」する。先着の3人が福男と認定される。

### 起源
西宮神社周辺では室町時代から江戸時代にかけて、1月9日夜は家から外出しない「忌籠」（いごもり、居籠）という習慣があった。その間に"えべっさん"が市中を廻られる。忌籠り明けの翌朝、身を清めて神社に詣でたことが始まりと考えられる。1905年（明治38年）、神社近くに阪神電気鉄道の西宮駅が開業すると、地元以外に大阪市や神戸市などからの参拝者が増え、開門を待ちわびるようになった。1913年（大正2年）の新聞には「先登第一の魁けをして」「先登者に対して夫々優遇を為し神符を与へたれば」といった記述があり、一番乗りを特別視する風潮が参拝者、神社双方に根付いたと考えられる。昭和初期に「福男競争」「福男レース」といった言葉が使われるようになった。このように参拝客が勝手に始めた経緯があるため、この時点では神事としては扱われていなかったが、1989年（平成元年）は昭和天皇が崩御したことから、自粛ムードに配慮して「神事」と位置付けられた。
日中戦争が始まっていた1940年（昭和15年）以降は、当時の新聞の戦意高揚記事と関連して、その年の一番福に褒美としてお守りやお供え物を授けたりしたという記録がある。それ以前は参拝者が思い思いに走ってお参りをしていたようで、1921年（大正10年）から17回一番乗りをしていた者もいたという。

### 内容

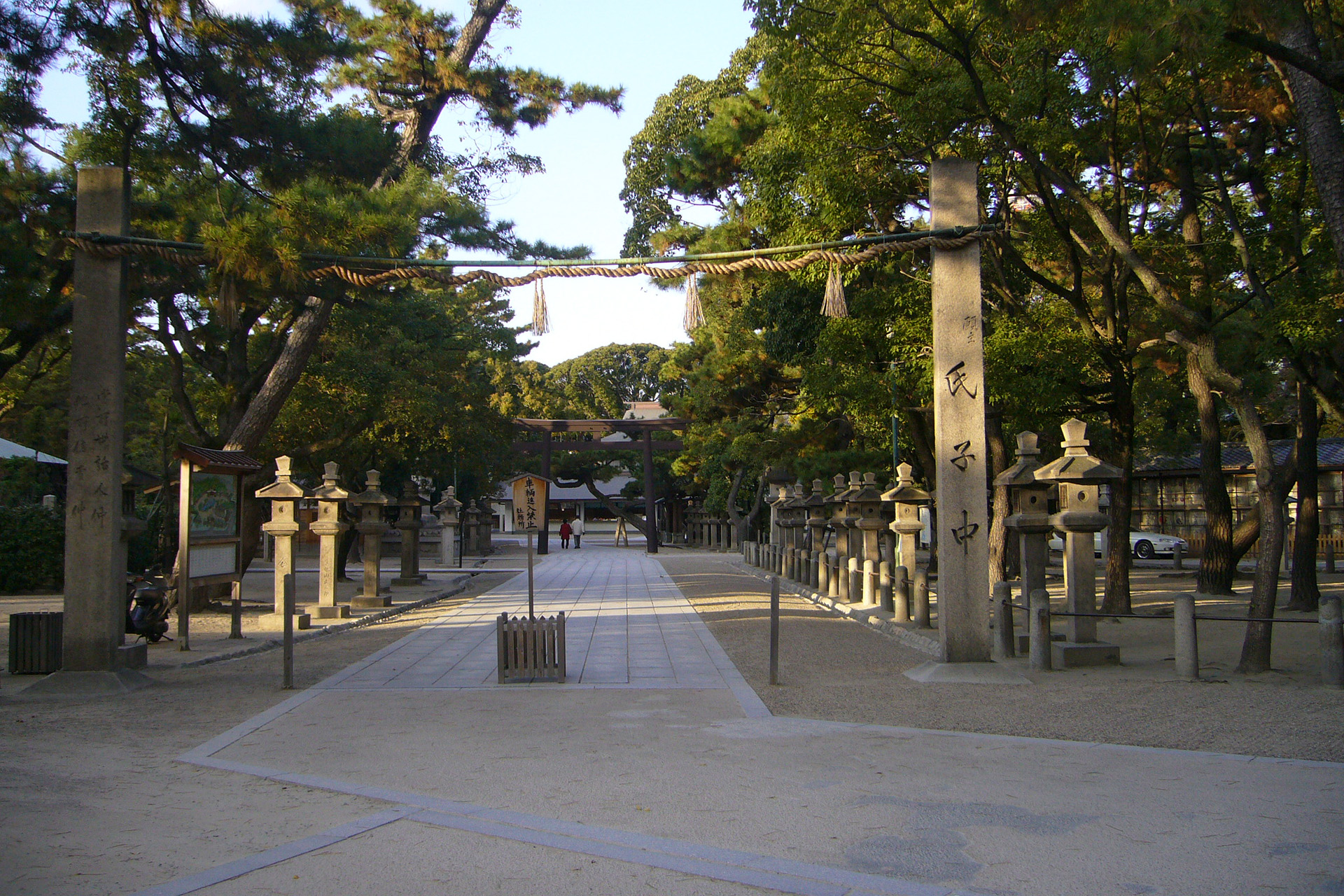
南宮神社前の天秤カーブ

当日は未明から多数の人が表大門の前に集合し、午前6時の開門と共に230メートル先の本殿を目指して駆け出す。そして3着までにゴールした人間（待ち構えている神主に抱きつくことが条件になる）が、その年の福男となる。なお、福男といいながらこの祭事は男女混合であり、老若男女を問わず走ることが出来る。しかし、女性の一番福は未だに出現していない。参加者は毎年2000人以上で、特に2009年以降は約6000人が参加している。コースには3箇所のカーブ（天秤・楠両コーナー等）と本殿に駆け上がる木の坂（スリップ坂）が大きな障害としてあり、毎年のテレビ取材ではこの4箇所を中心に大小のカメラを設置している。開門時の押し合い・スタートダッシュの出来、猛スピードで駆け抜けるためカーブや最後の坂で転倒する者もおり、上手くスピードを制御出来た者が一番福 - 三番福の栄誉を獲得出来るといえる。
三番福までの賞品は以下の通り。
- 一番福：認定書、木彫りのえびす様（大）・副賞 えべっさんのお米1俵（60キログラム分）・日本酒菰樽4斗（72リットル分）、ヱビスビール1年分、特製法被
- 二番福：認定書、木彫りのえびす様（小）・副賞 えべっさんのお米1俵（60キログラム分）、ヱビスビール半年分、特製法被
- 三番福：認定書、黄金のえびす様大黒様・副賞 八喜鯛、ヱビスビール3か月分、特製法被

2008年（平成20年）からは福男法被、2011年（平成23年）からはヱビスビールが新たに加えられた。また開門前に待っている先着5000名には、開門神事参拝証が授与される。
福男選びは、新聞をはじめ、1997年（平成9年）に『おはようクジラ』（TBS）で初めてテレビで実況生中継されたり、『ブロードキャスター』（TBS）で特集を組まれたりするなどテレビニュースになっていたが、扱いはそれほど大きくなかった。しかし2004年（平成16年）、大阪市の消防署員による妨害が問題となり、規定が改正（後述）されてから、新春恒例の全国ニュースとして、各テレビ局（主にキー局ならびに関西地方局）の報道・情報番組でも大きく取り上げられるようになった。中には午前6時に合わせて福男選びの実況生中継を恒例的に行う朝の情報番組（『みのもんたの朝ズバッ!』2006年 - 2008、2011年・2013年、『やじうまプラス』2007年・2008年、『おはようコールABC』2007年・2008年、『ズームイン!!サタデー』2009年、『ズームイン!!SUPER』2011年、『めざましテレビ』2011年）なども出てきた。

### 歴史
- 1946年（昭和21年）から3年間は、前年に神社が太平洋戦争下の空襲で焼失したため中断。
- 1965年（昭和40年） 場所取りを巡って乱闘が発生したため中止。1966年（昭和41年）と1967年（昭和42年）も中止。
- 1985年（昭和60年） 門を押す参拝者の熱気により5分前に開門してしまったが、そのまま有効となる。
- 1991年（平成3年） 15歳の中学3年生が一番福を獲得。記録が残っている限り最年少。
- 2004年（平成16年） 大阪市中央消防署の署員が一番福となったが、後日この男性が同僚とともに他の参加者を妨害したことがマスコミやインターネット上で話題になり、同僚達が妨害を認め謝罪し、一番福を返上（繰上げはなし）する騒動になった（本人からの謝罪は一切なかった）[注 1]。この消防署員は同僚を数日前より門前に配し、後ろへの参加者には自前のくじを引かせていた[注 2]。一時は開門神事の中止も検討されたが、神社と氏子、参拝者が話し合って開門神事保存会が結成され、秩序維持に協力することとなった[8]。
- 2005年（平成17年） 前年の事件の影響で、この年以降事前の場所取りを禁止し、神事のため閉門される10日午前0時集合の参加者でくじ（門前有志の開門神事保存会主催）を行い、前列108人（12人9列）のスタート位置を決める方式を取るようになった。
- 2007年（平成19年） スタート位置決めの不正を防止するためにくじ引き当選者の顔写真を撮影して開門前に照合するという報道[要出典][9]が一部でなされたものの、神事である関係で実際には行われなかった。
- 2009年（平成21年） くじが神社公認の開門神事講社主催となる。この年、一番で拝殿に入ろうとした参拝者が転倒するものの直ぐに体勢を立て直し、前後数名と共になだれ込んだ結果、ご神縁により一番福を確保する神主に抱き留められ一番福となった。
- 2010年（平成22年） 門前前列の場所割りが先着1500人で行われ、最前列108名と次に続く200名が抽選で選ばれた。
- 2011年（平成23年） 本殿復興50年記念事業の一環として参道脇に祈祷殿が新設され、参道の石畳が約1メートル東へ敷き直されたため、社務所前の曲がり角の角度がやや鋭角になったことが話題になる。場所割り抽選は昨年に続き1月9日午前0時から南門前にて先着1500人で行われ、最前列108名と次に続く150名が抽選で選ばれた。鋭角になった社務所前の曲がり角は露店が撤去され道幅が広がった結果、安全性が高まった。この年から参道中央の楠に安全対策のラバーが巻かれるようになった。
- 2014年（平成26年） 東日本大震災（2011年3月11日発災）で津波被害を受けた宮城県女川町で、高台に駆け上がる避難訓練が福男選びに似ていることから、号令役として協力を開始（同様に岩手県釜石市の「韋駄天競走」も公認行事としている）[10]。
- 2019年（平成31年） 西宮市出身の陸上競技経験者で、かつて「クラスメイト」「ファイトクラブ」という漫才コンビで活動していたよしもとクリエイティブ・エージェンシー所属のピン芸人（当時）・伊丹祐貴が二番福を獲得。芸能関係の参加者としては初めての「福男」に選ばれたこと[11]から、芸人としての知名度が低かった伊丹の俊足振りが一躍注目された。ちなみに伊丹は、同年6月から吉本新喜劇へ入団。
- 2021年（令和3年） 前年（2020年）の開門神事直後（1月下旬）から日本国内で新型コロナウイルス感染症（COVID-19）の流行が拡大していることを背景に、開門神事を1967年以来54年振りに中止した。当初の計画では、前方に位置する参加者を2020年12月17日の抽選会で80人に限定したうえで、感染予防策として参加者全員に特製のマスクを着用させることを条件に開催を予定していた。しかし、遠方からの参加者による多数の利用が見込まれていた「Go To トラベル」（日本政府が「新型コロナウイルス感染症緊急経済対策」の一環で展開している観光振興施策）を全国規模で同年12月28日から一時的に停止することを受けて、抽選会の前日（同月16日）に開門神事自体を中止することを発表[12]。境内を全力で疾走する神事に代わって、およそ500名に限って、表大門から本殿までの徒歩のみによる参拝を認めた[13]。
- 2022年（令和4年）COVID-19流行拡大防止の観点から、前年に続いて開門神事を中止する[14]代わりに、表大門から本殿までの徒歩のみによる参拝で対応[13]。
- 2023年（令和5年） 開門神事を3年振りに実施。前列に並ぶ抽選の参加者を先着1,200名（例年より300名減）に限ったほか、福男による鏡開きを見合わせたものの、開門神事参拝証の配布については先着5,000名限定で再開した[13]。一番福を獲得した大学生が福岡ソフトバンクホークスの「鷹の祭典」のユニフォームを着用していたため、3月19日に福岡PayPayドームで行われるオープン戦のセレモニアルピッチに招待されることとなった。

### 招福大まぐろ奉納

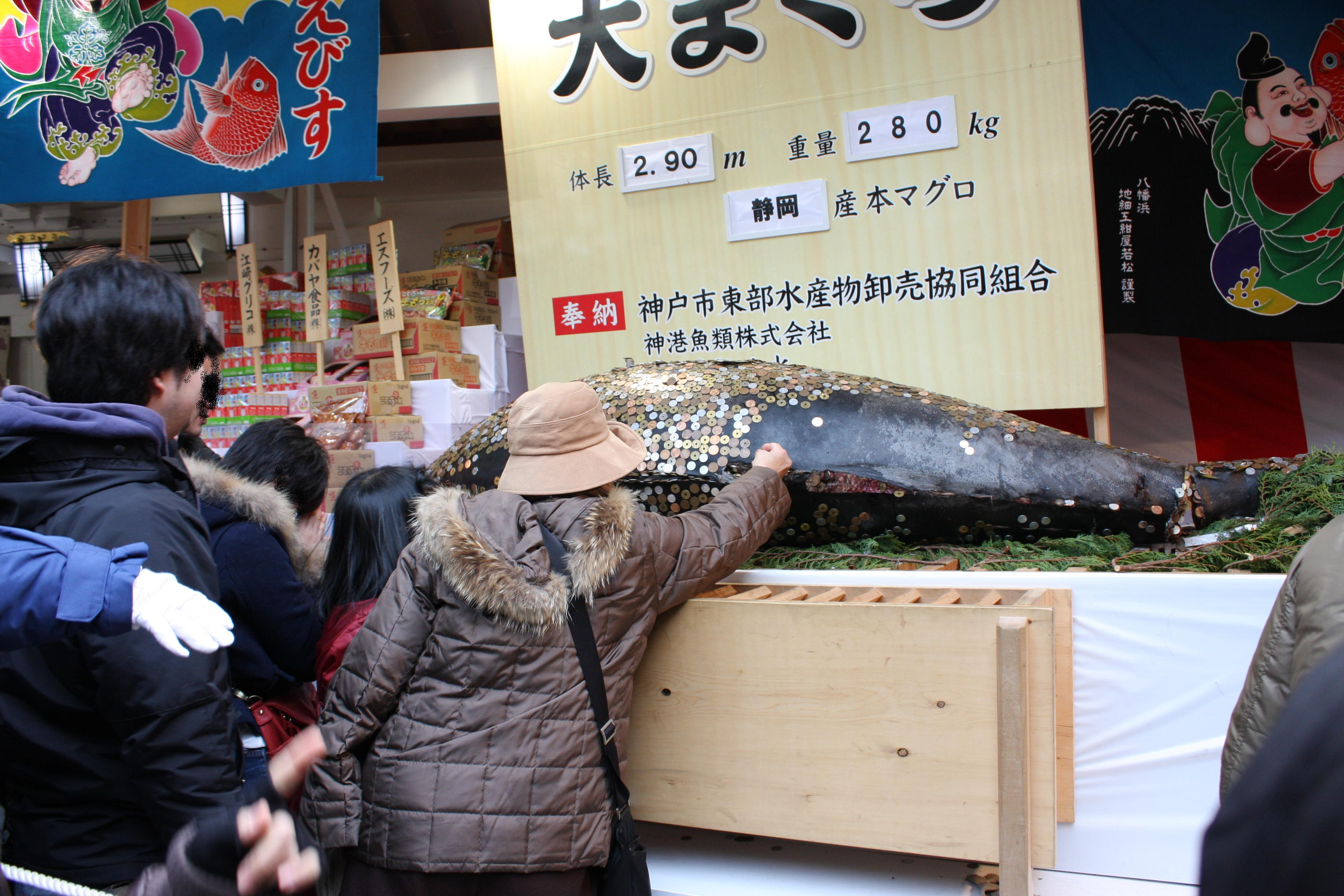
奉納大まぐろに硬貨を貼り付ける参拝者

神戸市東部卸売市場（神戸市東部水産物卸売協同組合、大水、神港魚類）が大漁を願い、1970年（昭和45年）から毎年1月8日開催の「招福大まぐろ奉納式」で大マグロ（体長約3メートル、重量約300キログラム、刺身約1500人分）を奉納している。十日えびすの期間中は「招福マグロ」として拝殿に飾られ、多くの参拝者が凍ったマグロの頭や背中などに硬貨を貼り付け、うまく張り付けばお金が身に付くということで、商売繁盛や金運などの願いを掛けて参拝している。十日えびす終了後は解体され、関係者の手で刺身などにして食されている。

### 有馬温泉献湯式
有馬温泉の商売繁盛を願う献湯式で毎年1月9日に有馬温泉から金泉を樽で西宮神社に運び、その温泉と湯文字を奉納する行事で、1995年（平成7年）からはじまった、献湯式では湯女に扮した芸妓が湯もみ太鼓のお囃子にあわせて湯もみ（木の板で温泉をかき回して湯温を下げる）を行い、その温泉と湯文字を神前に奉納している。奉納された金泉に1円玉を浮かべて拝むと福を招くとされている。

## 馬氏の諸家
西宮の旧家中著聞するものを馬氏の諸家となす。「辰馬氏、葛馬氏、八馬氏、乙馬氏（音馬氏）、六馬氏、小上馬氏、善茂馬氏、一馬氏、七馬氏、十馬氏、他人足馬氏（與三太郎馬氏）、與四郎馬氏、大黒馬氏、大徳馬氏、小唐馬氏」の15家が存在し、この諸家は「西宮神社の神幸の騎馬の供奉などの役に当たる家柄、または西宮の宿場の役に関する家」とも言われる。馬氏の諸家はその他の神事を手伝う格式ある家柄であり、町内の世話役だった。
福沢桃介著『財界人物我観』（1930年出版）には「西宮には、昔から他所には珍しい馬の字がつく姓を名乗る家が多い。昔は十二馬あったと云うが現在では辰馬、八馬、音馬、葛馬、早馬、小上馬、六馬、一馬の八姓が残っている。是は西宮に鎮座まします福の神、戎神社に古い馬の伝説があって、古典に據る往昔の祭礼行列に氏子から選ばれて、神馬に携わった人たちが祖先であると云う。」とある。
佐藤周平著『辰馬吉左衛門をあばく 現金七千万円・資産一億円（金持解剖パンフレツト 其1）』（1934年出版）によると「元来西宮界隈には馬を姓とする家が頗る多い。例えば一馬、六馬、七馬、八馬、十馬、辰馬、葛馬、乙馬（音馬とも）、小上馬、善茂馬、他人足馬（與三太郎馬とも）、與四郎馬、大黒馬、大徳馬、小唐馬の如く『馬氏八家』などと昔から言われているが、事実は十五家に達する馬家が居住していた。これらは何れも西宮市の西念寺、信行寺、如意寺、積翠寺の過去帳や西宮寺の墓碑等によって知られるのである。そこで彼等共通の馬姓を名乗る十五家の先祖は一体何者であるかさえ掴めれば判る筋合いである。彼等一味の先祖は結局、往古宿場人足の賤業に従事していた馬子で、その姓は各々自分らの飼馬の名を冠したものと云われているが、考証がないため更に他に一説を生んでいるのである。それによれば昔西宮の産土神戎神社（今の西宮神社）の例祭九月二十二日には今の西宮から遠く兵庫和田岬へ神幸の式があり、往きは千百の船舶で海上を渡御し、翌朝陸路を美々しく行列して帰還されたものである所、その祭儀の帰路に騎馬の供奉の役（馬の手綱取り）を掌っていたものとも伝えられているが何れにしても彼らの先祖は馬喰丑五郎もどきの当時の被虐階級であったことに断じて間違いはないのである」という。

## 文化財

### 重要文化財（国指定）
- 表大門 - 1926年（大正15年）4月19日指定[19]。
- 大練塀  3棟 - 1938年（昭和13年）7月4日指定[20]。

### 登録有形文化財（国登録）
- 瑞寶橋 - 2013年（平成25年）3月29日登録[21]。
- 嘉永橋 - 2013年（平成25年）3月29日登録[22]。

### 兵庫県指定文化財
- 有形文化財
  - 西宮神社御社用日記 216点（古文書） - 2016年（平成28年）2月3日に西宮市指定重要文化財に指定[23]、2017年（平成29年）3月14日に兵庫県指定重要有形文化財に指定[24]。
- 天然記念物
  - 西宮神社社叢 - 1961年（昭和36年）5月12日指定[25]。

### 西宮市指定文化財
- 有形文化財
  - 銅鐘 慶長十五年ノ銘アリ（工芸品） - 1974年（昭和49年）3月20日指定[23]。
  - 常夜燈型道標 1基（歴史資料） - 1987年（昭和62年）2月10日指定[23]。

### 過去の文化財
- 本殿 - 旧国宝。1945年（昭和20年）8月6日の空襲で焼失。

## 前後の札所
神仏霊場巡拝の道
66 生田神社　-　67 西宮神社　-　68 廣田神社

## 現地情報

### 交通アクセス
- 阪神本線「西宮駅」下車、南西方向へ徒歩約5分
- JR神戸線（東海道本線）「さくら夙川駅」下車、南東方向へ徒歩約8分

### 周辺
- 白鹿記念酒造博物館
- 辰馬喜十郎住宅 - 擬洋風建築
- アンリ・シャルパンティエハーバースタジオ43
- 白鷹禄水苑
- 戎座人形芝居館（2012年12月に閉館）
- 圓満寺